# Villargordo del Cabriel
Villargordo del Cabriel es una localidad y municipio español situado en la parte occidental de la comarca de Requena-Utiel, en el interior extremo occidental de la provincia de Valencia, Comunidad Valenciana. Cuenta con una población de 594 habitantes (INE 2024). Se trata de un municipio castellanohablante, en el que el castellano cuenta con el predominio lingüístico reconocido legalmente.

## Geografía
El municipio está situado en el extremo occidental de la provincia de Valencia, en la comarca de Plana de Utiel-Requena, separado de la provincia de Cuenca por el río Cabriel. Se encuentra a 102 kilómetros de la capital valenciana. Su término municipal está atravesado por la autovía del Este entre los pK 248 y 258.
Su relieve se define como una transición entre una llanura suavemente ondulada al este, característica de la Manchuela Conquense, y el valle de fuertes pendientes y cañones al que da lugar la enorme depresión del río Cabriel.
El río Cabriel hace de límite territorial por el oeste, al noroeste represado en el embalse de Contreras y al suroeste inmerso en el parque natural de las Hoces del Cabriel. El ascenso de la fuerte depresión del río al suroeste forma la Sierra del Rubial. La población se halla edificada sobre una pequeña colina, a 864 m sobre el nivel del mar, en el lugar donde terminan los campos cultivados de la meseta y comienza la zona montañosa que da lugar a la angosta depresión del Cabriel. La altura máxima del municipio se encuentra al suroeste, en la Sierra del Rubial (Moluengo, 1040 m) y la mínima en la ribera del río Cabriel (560 m).
La vegetación predominante corresponde al encinar, del que quedan todavía algunas manchas entre los campos de cultivo; en el monte las encinas se asocian y han sido sustituidas en su mayor parte por pinos carrascos, mientras que donde no hay bosque crece un matorral compuesto de coscoja, enebro, romeros y aliagas.[cita requerida]
| Noroeste: La Pesquera (Cuenca) | Norte: Camporrobles | Noreste: Fuenterrobles  |
| Oeste: Minglanilla (Cuenca)    |                     | Este: Venta del Moro    |
| Suroeste: Venta del Moro       | Sur: Venta del Moro | Sureste: Venta del Moro |

#### Urbanismo
El núcleo se halla en un pequeño montículo sobre cuya solana se ha desarrollado la mayor parte de lo que hoy constituye su casco urbano. Su origen podemos situarlo en el barrio que rodea a la iglesia parroquial, y su configuración callejera revela su función caminera. Las únicas calles medianamente rectas y largas son las que coinciden con el viejo camino real y con la carretera de las Cabrillas (la A-3 pasa a cierta distancia del pueblo).
El camino real, al que algunos llaman Camino Viejo de Utiel, se bifurca a la misma entrada del pueblo: por la variante de la derecha, siguiendo la calle de las Bodegas, se bajaba hacia el puente del Pajazo, que era el más antiguo para salvar el Cabriel (siglos XV y XVI). Por el de la izquierda, siguiendo la calle de Serrano Larrey por delante de la iglesia, se bajaba hacia Contreras, cuyo puente empezó a rivalizar con el del Pajazo a comienzos del siglo XVII y acabó prevaleciendo sobre aquel cuando en 1720 fue elegido como itinerario oficial del servicio de correos, que contó además con una Oficina de Postas en la propia Villargordo.
La impronta que el camino de Contreras ha dejado sobre el callejero es mucho mayor que la del camino del Pajazo, dado el mayor tiempo en servicio y su coincidencia con la expansión urbana del siglo XVIII. A partir de 1851, la nueva carretera de las Cabrillas, discurriendo por una cota más baja que el camino real, atrajo hacia ella el crecimiento urbano, dando lugar a la hoy llamada calle de la Carretera y, entre ésta y la parte antigua del pueblo, a la plaza de la Fuente, un amplio espacio de forma pentagonal que finalmente se convertiría en plaza principal del pueblo. El callejero de este ensanche decimonónico cuenta ya con vías amplias y más o menos rectas, pero el de la parte antigua, desde la plaza de la Fuente hasta la del Calvario, con la iglesia de por medio, podría pasar como ejemplo típico hispano-musulmán, más irregular y complicado todavía que en el caso de Venta del Moro. Las calles son en esta parte antigua estrechas y retorcidas, con numerosos callejones sin salida, reflejo de un parcelario que trata de compaginar el intimismo o servicio particular con el acceso a unos espacios comunes, en este caso la calle de Serrano Larrey, la plaza de los Caídos, la calle del Salero y la del Charco-Pilarera.

## Historia
Los restos más antiguos que el hombre ha dejado en las tierras que en la actualidad forman este término municipal pertenecen al Paleolítico Superior, en la Herradilla y el Tesoro, pero es a partir de la Edad del Bronce cuando vemos poblados fortificados en los cerros de la Peraleja, del Castillete y del Pajazo y en el Mogorrito. Es mayor la presencia ibérica, con las cuevas-santuario en el Puntal del Horno Ciego y la Cueva Santa, y poblados en el Carrascal, los Almendros, los Pocicos, los Tollos del Moluengo y la sierra del Rubial. De época romana se conocen las ruinas de villas rústicas en Casa Zapata y los Llanos de Arriba.
En 1747 el municipio consiguió independizarse de Requena tras el pago de 90 000 reales, lo que conllevó asimismo un cambio de denominación, ya que hasta entonces se conocía como Villargordo de Requena. Durante la Guerra de la Independencia Española Villargordo padeció en gran medida las acciones bélicas, hasta el punto de quedar prácticamente despoblado tras batallas como la del Pajazo.
Hasta comienzos del siglo XIX perteneció a la provincia de Cuenca, aunque a partir de 1851 entró dentro de la jurisdicción provincial de Valencia, a pesar de que, desde 1833, por haber pertenecido al reino de Castilla, quedase enmarcada, como el resto de la comarca, en la de Cuenca.

## Demografía
Villargordo del Cabriel cuenta con una población de 594 habitantes (INE 2024).
| Gráfica de evolución demográfica de Villargordo del Cabriel entre 1842 y 2021                                       |
| |
| Población de derecho según los censos de población del INE Población de hecho según los censos de población del INE |

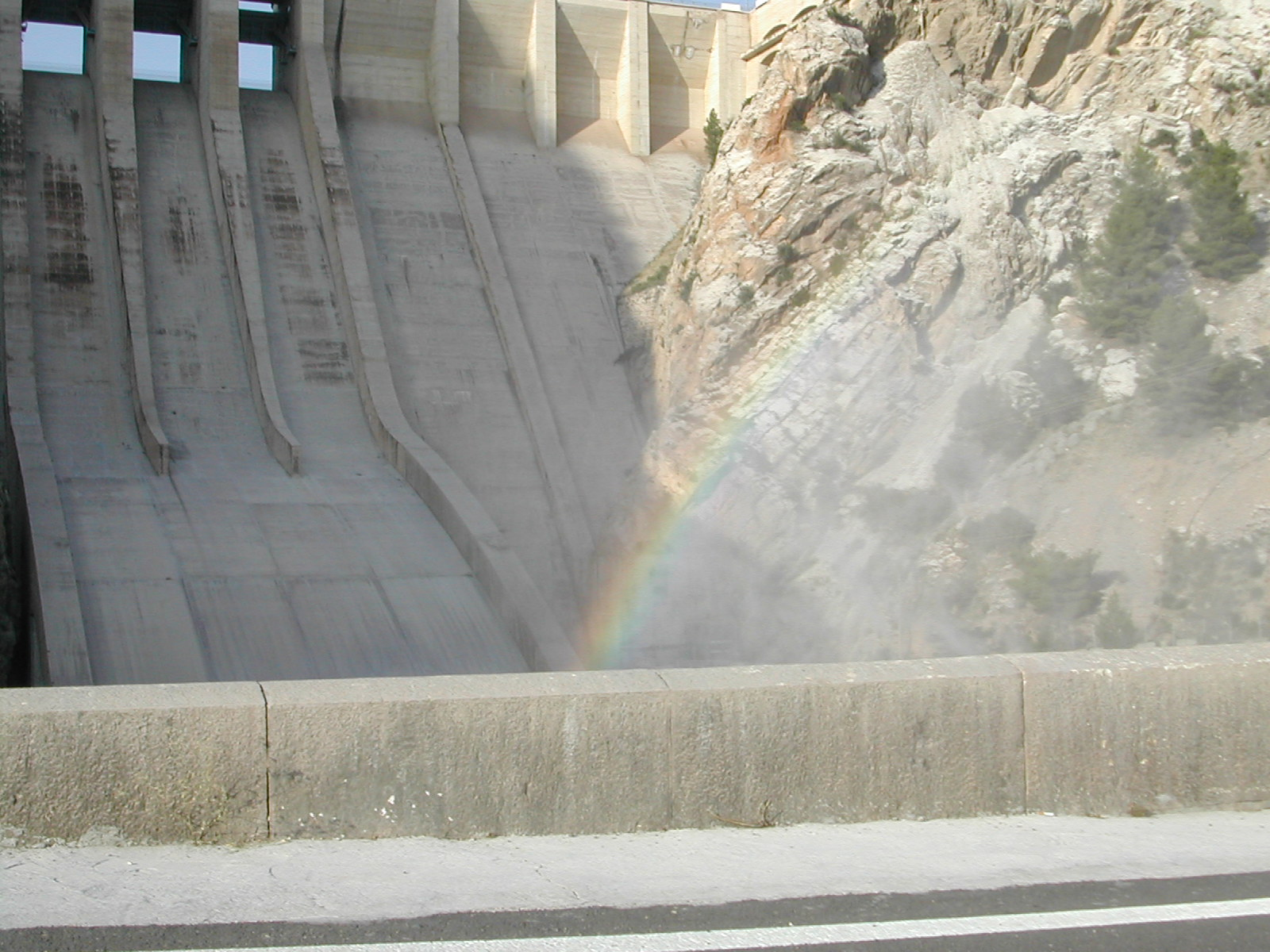
La presa de Contreras

En 1699 Villargordo contaba con algo más de 200 habitantes. La roturación de las dehesas del Carrascal y de la Sevilluela, que compartía con Fuenterrobles y con Jaraguas, permitió que en el transcurso del siglo XVIII su población se multiplicase hasta alcanzar los 692 en 1787. Tras la Guerra de la Independencia Española quedó semidespoblado, llegando tan solo a los 461 habitantes en 1845. Alcanzó los 1372 habitantes en 1900 y los 1652 en 1920. Tras un período de estancamiento (1428 habitantes en 1950), la construcción del embalse de Contreras atrajo mano de obra que hizo crecer la población de Villargordo hasta un máximo de 1857 en el año 1960. En 1970 quedaban en el término 1519 habitantes, que se vieron reducidos a solo 699 en 2003.

## Economía
Debido al carácter montañoso de la mayor parte del término solo es posible cultivar una tercera parte del mismo. Destaca el viñedo con 1600 hectáreas, seguido del almendro (420 ha), el olivo (80 ha) y los cereales (190 ha).
La extracción del yeso, actualmente abandonada, se remonta al menos al año 1526. Durante el siglo XIX tuvo importancia la industria salina, localizada en el Manantial de las Salinas, que llegó a rendir más de 6700 arrobas. En la actualidad es de propiedad particular y hace varios años que no se explota. No obstante, estos primitivos tipos de industria sobre materia prima geológica tuvieron ahora una continuidad en las canteras próximas a la población y, sobre todo, en la fábrica de cementos localizada junto a la presa del embalse de Contreras, actualmente cerrada.[cita requerida]

### Comunicaciones
Por el término de Villargordo del Cabriel circulan las siguientes carreteras:
| A-3 Enlaza Madrid con Valencia.                     |
| CV-464 Enlaza Contreras con Caudete de las Fuentes. |
| CV-474 Enlaza Villargordo con Camporrobles.         |

## Administración y política
| Periodo   | Nombre                   | Partido   |
| --------- | ------------------------ | --------- |
| 1979-1983 | Lorenzo Guaita Albalate  | PCE       |
| 1983-1987 | Lorenzo Guaita Albalate  | PSPV-PSOE |
| 1987-1991 | Lorenzo Guaita Albalate  | PSPV-PSOE |
| 1991-1995 | Lorenzo Guaita Albalate  | PSPV-PSOE |
| 1995-1999 | Lorenzo Guaita Albalate  | PSPV-PSOE |
| 1999-2003 | Lorenzo Guaita Albalate  | PSPV-PSOE |
| 2003-2007 | Lorenzo Guaita Albalate  | PSPV-PSOE |
| 2007-2011 | Lorenzo Guaita Albalate  | PSPV-PSOE |
| 2011-2015 | Francisco Nuévalos López | PP        |
| 2015-2019 | Francisco Nuévalos López | PP        |
| 2019-2023 | Carmen Suárez Pérez      | Somos     |
| 2023-act. | Galo Valle García        | PP        |

## Servicios
El agua corriente se trae de un manantial que hay en la rambla de Canalejas, cerca de la Casa de Zapata. El moderno edificio del ayuntamiento se encuentra en la entrada del pueblo. La Escuela y el parque Deportivo, se hallan un tanto desplazados del centro de la población.
El año 2006, a través del Plan Avanza de la Diputación de Valencia, abre sus puertas el Telecentro de Villargordo del Cabriel. Centro Cultural y de ocio cuya principal función es la alfabetización digital de la población. En este espacio, se puede hacer uso de ordenadores y equipamiento informático, así como conectarse a la Wifi pública. Con una persona dinamizadora encargada de guiar y ayudar a la ciudadanía en su proceso de aprendizaje. En el año 2014, se firma un convenio con Fundación Esplai, entrando a formar parte de la red de telecentros de Red Conecta.

## Cultura

### Patrimonio
- Iglesia parroquial de San Roque: del siglo XVIII, aunque ampliada posteriormente, está construida en estilo neoclásico. Sobre su primitiva espadaña se añadió el actual campanario, de planta cuadrada.[2] Al exterior se aprecia la cúpula sobre anillo con linterna, que cae sobre el crucero. El tejado es a dos aguas.[5] El interior de nave única con cinco tramos. Los tres primeros son iguales, siendo el cuarto de mayor anchura y el quinto el más reducido de todos. Conserva una interesante imagen de Santa Cecilia del siglo XVIII y un lienzo de la Virgen del Carmen del siglo XIX.[5]
- Puente de Contreras: se construyó entre 1845 y 1851 según los planos del ingeniero Lucio del Valle,[6] como parte de las infraestructuras de la nueva carretera Madrid-Valencia, precursora de las actuales N-III y A-3. El puente, con siete arcos y más de 30 m de altura, es una de las obras más impresionantes de su época.[5]
- Torre de telegrafía óptica de Villargordo del Cabriel

### Fiestas
Celebra sus fiestas patronales a mediados de agosto, en honor a San Roque.
También celebran procesiones en honor de san Isidro Labrador y San Antonio de Padua.
El primer sábado de septiembre se celebra la misa, procesión y romería en honor a la Virgen de Tejeda.
El 25 de abril de 2020 se realizó un torneo de parchís por parejas, para juntar así a la gente del pueblo.